# Нориця (ссавець)
Нори́ця (Myodes Pallas, 1811, syn. Clethrionomys) — рід лісових гризунів з родини хом'якових (підродина щурових, Arvicolinae), широко поширений і на теренах України.
Один з родів коренезубих безцементних щурових (Arvicolinae), яких відносять до триби Clethrionomyini Hooper & Hart, 1962 або триби Myodini з родини хом'якових (Cricetidae).

## Назва
Українська назва не є усталеною, і рід інколи позначають як «руда нориця», «лісова полівка» тощо, залишаючи назву «нориця» для позначення більш широкої групи, часто всієї підродини Arvicolinae.
Наукова назва роду також не усталена. У літературі першої пол. XX ст. рід звичайно позначали як Evotomys, у другій пол. XX ст. — як Clethrionomys, з кінця 19 і поч. XX ст. — як Myodes. Наразі з'явилися публікації (Павлінов та ін.) щодо необхідності повернення назви Clethrionomys, проте у поточному зведенні «Види ссавців світу» (2005) прийнято саме Myodes.

## Види нориці
Відомо 12 видів цього роду:
- Myodes andersoni — Нориця Андерсона
- Myodes californicus — Нориця каліфорнійська
- Myodes centralis
- Myodes gapperi — Нориця Гаппера
- Myodes glareolus — Нориця руда
- Myodes imaizumii — Нориця Імайзумі
- Myodes regulus
- Myodes rex — Нориця рекс
- Myodes rufocanus
- Myodes rutilus — Нориця червона
- Myodes shanseius
- Myodes smithii — Нориця Сміта

## Нориці в Україні
В Україні рід представлений одним видом — нориця руда, або лісова (Myodes glareolus). Це один з найзвичайніших видів, який останнім часом демонструє виразну тенденцію до розширення ареалу, у тому числі вглиб степової зони по мережі лісосмуг та приміських зелених зон.

## Виноски
1. ↑  Загороднюк, І. В.; Ємельянов, І. Г. Таксономія і номенклатура ссавців України // Вісник Національного науково-природничого музею. — 2012. — № 10. — С. 5–30.
2. ↑    - Загороднюк І. В. Нориці (Arvicolidae) в басейні Сіверського Дінця: криптичне різноманіття, біотопний розподіл та динаміка ареалів  [Архівовано 26 грудня 2013 у Wayback Machine.] // Вісник Харківського національного університету. Серія «Біологія», 2008. — № 7 (814). — С. 74–93.